# 佐久間信崇
佐久間 信崇（さくま のぶたか）は、江戸時代後期の旗本。越後国糸魚川藩主・松平堅房の六男。

## 経歴
初めは豊信（とよのぶ）と名乗った。佐久間信尹の娘（義兄・佐久間信幸の未亡人）を娶り婿養子となった。
天明8年（1788年）6月21日、初めて将軍・徳川家斉に拝謁。
寛政8年（1796年）12月27日、養父より家督（800石）を相続。
『寛政重修諸家譜』編纂時の当主。寛政11年（1799年）時点での役職は小普請。屋敷は芝新堀新門前。